# Bryce (Arizona)
Bryce es un lugar designado por el censo ubicado en el condado de Graham en el estado estadounidense de Arizona. En el Censo de 2010 tenía una población de 175 habitantes y una densidad poblacional de 80,34 personas por km².

## Geografía
Bryce se encuentra ubicado en las coordenadas 32°55′33″N 109°49′23″O / 32.92583, -109.82306. Según la Oficina del Censo de los Estados Unidos, Bryce tiene una superficie total de 2.18 km², de la cual 2.18 km² corresponden a tierra firme y (0%) 0 km² es agua.

## Demografía
Según el censo de 2010, había 175 personas residiendo en Bryce. La densidad de población era de 80,34 hab./km². De los 175 habitantes, Bryce estaba compuesto por el 83.43% blancos, el 0% eran afroamericanos, el 8% eran amerindios, el 0% eran asiáticos, el 0% eran isleños del Pacífico, el 6.29% eran de otras razas y el 2.29% pertenecían a dos o más razas. Del total de la población el 17.71% eran hispanos o latinos de cualquier raza.